# Ayavaca
Ayavaca (Ayabaca, Ayauaca) /dolazi možda od quechua ayawax'a, =“shrine of the corpse”/, jedno od plemena i istoimena provincija iz peruanskih Anda, koje u vrijeme konkviste spominje španjolski kroničar Perua i konkvistador Pedro Cieza de León i svojim kronikama iz 1554 (svezak I, pohglavlje 57).